# Methane Remote Sensing Lidar Mission
Pour les articles homonymes, voir Merlin (homonymie).
MERLIN, acronyme de Methane Remote Sensing Lidar Mission (mission de télédétection du méthane par lidar), est un minisatellite scientifique développé par les agences spatiales allemande (DLR) et française (CNES) qui doit mesurer avec une précision inégalée la distribution spatiale et temporelle des émissions de méthane pour l'ensemble de la planète. Ce gaz, produit à la fois par des sources naturelles et l'action de l'homme, participe à l'effet de serre. Les mesures dont on dispose sont partielles. Le lidar embarqué à bord de MERLIN doit permettre de mieux mesurer sa contribution au réchauffement climatique. Le satellite doit être lancé en 2028 par un lanceur européen Vega C.

## Objectifs scientifiques
Le méthane est un gaz dont l'impact sur le réchauffement climatique est, à quantité identique, 25 fois plus important que le dioxyde de carbone sur une période de 100 ans. Mais contrairement à ce dernier, le méthane est largement lié aux activités humaines. Sa quantité double depuis le début de l'ère industrielle alors que celle du dioxyde de carbone n'augmente que de 30%. Le méthane est produit par l'élevage, les plantations de riz, la production d'énergie. Les sources naturelles de méthane comprennent les marais ainsi que les régions où règne le pergélisol. Le méthane fait partie des gaz dont la production doit être réduite pour respecter les décisions du protocole de Kyoto visant à limiter le réchauffement climatique.
La production et les processus d'enfouissement du méthane ne sont connus que de manière imprécise. Les mesures effectuées in situ sont insuffisantes car les zones jouant un rôle essentiel dans le processus (telles que les régions arctiques couvertes de pergélisol, les forêts boréales et les marais tropicaux) disposent d'un réseau de mesures insuffisamment dense. Le satellite GOSAT (Greenhouse Gases Observing Satellite) de l'agence spatiale japonaise (JAXA) mesure le méthane présent dans l'atmosphère en analysant la lumière du Soleil réfléchie par l'atmosphère et la surface de la Terre. Mais cette méthode passive est entachée d'erreurs dont on ignore la magnitude, faute de disposer de référence. MERLIN utilise une méthode active qui doit permettre d'améliorer la précision des mesures .

## Historique du développement
La mission MERLIN est décidée en février 2010 dans le cadre d'un conseil des ministres franco-allemand. Le développement de la plate-forme est placé sous la supervision de l'agence spatiale française (CNES), qui est également l'intégrateur du satellite. La charge utile, un lidar, est développé sous maîtrise d’œuvre de l'agence spatiale allemande (DLR). Au cours du second trimestre, le projet achève la phase A. Le lancement est prévu en 2028 avec une durée minimale en opération de 3 ans. Le satellite n'est pas compatible avec l'emplacement inférieur de la coiffe du lanceur Soyouz. Il est décidé d'utiliser le lanceur européen Vega C,.

## Caractéristiques techniques
MERLIN est un minisatellite de 400 kg. La plate-forme de 260 kg est une évolution de la plate-forme standardisée Myriade utilisée par de nombreux satellites scientifiques du CNES. Cette version, dite Myriade Evolutions, permet d'emporter une charge utile plus lourde et dispose de panneaux solaires plus importants. Ceux-ci permettent de produire 180 watts. Le satellite dispose de moteurs fonctionnant à l'hydrazine dont il emporte 28 kg. Le satellite est stabilisé sur 3 axes grâce notamment à des viseurs d'étoiles et des roues de réaction. Les échanges de données avec le sol se font en bande X pour les données scientifiques avec un débit de 180 mégabits/s et en bande S pour la télémétrie avec un débit de 625 kilobits/s.  

### Le lidar IPDA
Le lidar IPDA (Integrated Path Differential-Absorption) constitue la charge utile du satellite. Il comporte un émetteur laser qui émet simultanément dans deux longueurs d'onde : l'une est proche du milieu de la raie d’absorption du méthane (appelée communément « ON »), et l'autre, qui sert de référence (appelée « OFF »), en est au contraire éloignée. La comparaison de la quantité de lumière de ces deux sources réfléchie par l'atmosphère est effectuée à l'aide d'un télescope qui concentre les rayons sur un détecteur. L'instrument permet d'estimer la quantité de méthane sur l'ensemble de la colonne atmosphérique avec une précision inégalée.